# Early Years
『Early Years』（アーリーイヤーズ）は、ストレイテナーのアルバム。2005年4月13日発売。

## 概要
インディーズ時代の曲が収められたベスト・アルバム。このアルバムは東芝EMIではなく、LD&Kが発売元となっている。
本作はバンドの公式ホームページに載っていない。

## 収録曲
1. ROCKSTEADY
  - インディーズアルバム『SKELETONIZED』収録。
  - 後にメジャーアルバム『ROCK END ROLL』に3人体制で再録された。
2. BOUNDER ADVENTURE
  - アルバム『ERROR』収録。
3. SKYLAB HURRICANE
  - アルバム『ERROR』収録。
4. ANOTHER DIMENSIONAL
  - シングル『ANOTHER DIMENSIONAL e.p』と、アルバム『ERROR』収録。
  - このPVは、通信カラオケ『UGA』で見ることが出来る。
5. 戦士の屍のマーチ
  - シングル『戦士の屍のマーチ』と、アルバム『STRAIGHTEN IT UP』収録。
  - このPVは、通信カラオケ『UGA』で見ることが出来る。
6. UNICORN
  - ART-SCHOOLとのスプリットシングル『ART-SCHOOL & ストレイテナー SPLIT CASETTE』と、アルバム『SKELETONIZED』収録。
7. THE MEANING
  - アルバム『STRAIGHTEN IT UP』収録。
8. SENSELESS STORY TELLER SONY
  - the PeteBestとのスプリットアルバム『DRAGORUM』と、アルバム『SKELETONIZED』収録。
9. DOUBLE HEADER
  - アルバム『ERROR』収録。
10. THE WIND DIED AWAY LONG LONG AGO
  - アルバム『STRAIGHTEN IT UP』収録。
11. DRASTIC TRANSPOSITION
  - アルバム『SKELETONIZED』収録。
12. WIDE OPEN STANCE
  - アルバム『STRAIGHTEN IT UP』収録。
13. EAGLE SHARK PANTHER
  - アルバム『STRAIGHTEN IT UP』収録。
14. FRAGILE SILENCER
  - アルバム『SKELETONIZED』収録。
15. I'm O.K.
  - アルバム『STRAIGHTEN IT UP』収録。
16. 走る岩
  - アルバム『SKELETONIZED』収録。
17. ERROR
  - アルバム『ERROR』収録。
18. (NON TITLE)
  - アルバム『SKELETONIZED』にシークレットトラックとして収録。「(NON TITLE)」という曲名ではなく、文字通り曲名がつけられていないことになっている。但し、JASRACには「STAND UP NOW」という名前で登録されており、歌詞にも含まれている。この楽曲の歌詞は、歌詞カードに掲載されていない。
  - 久光製薬「ライフセラ・フェイスマスク」CMソング。
19. T.W.D.A.L.L.A.
  - アルバム『ERROR』収録。
20. UNDER ATTACK
  - アルバム『SKELETONIZED』収録。
21. MOUNT
  - the PeteBestとのスプリットアルバム『DRAGORUM』収録。
22. YES, SIR
  - アルバム『STRAIGHTEN IT UP』収録。
  - ライブの定番曲であり、アンコールに演奏される事が多い。大山が加入した後はライブで演奏しなくなっていた（ある雑誌のインタビューで『ツインギターで分厚くする曲ではなかった』とホリエは発言している）が、ホリエが大山に「ブルースハープ吹けない?」と聞いたところ「吹けば吹けるかな」という対話からブルースハープによるアレンジが施された。